# É
Cette page contient des caractères spéciaux ou non latins. S’ils s’affichent mal (▯, ?, etc.), consultez la page d’aide Unicode.
É, ou E accent aigu, est un graphème utilisé dans les alphabets hongrois, islandais, kachoube, ouïghour et slovaque en tant que lettre et dans les alphabets catalan, danois, espagnol, français, irlandais, italien, luxembourgeois, occitan, portugais, tchèque, suédois et vietnamien comme variante de la lettre « E ». Il s'agit de la lettre E diacritée d'un accent aigu.

## Utilisation

### Lettre à part entière
- Hongrois : ‹ é › est la 10e lettre de l'alphabet et représente le son /eː/.
- Islandais : ‹ é › est la 7e lettre de l'alphabet et représente le son /jɛː/.
- Kachoube : ‹ é › est la 8e lettre de l'alphabet et représente le son /ɛ/. Elle représente également /ej/, /i/ ou /ɨ/ dans certains dialectes.
- Ouïghour : dans l'écriture latine de l'ouïghour, ‹ é › représente le son /e/. Elle correspond à ئې dans l'écriture de l'ouïghour dans l'alphabet arabe.
- Slovaque : ‹ é › est la 12e lettre de l'alphabet et représente le son /ɛː/.

### Lettre diacritée
- Catalan : ‹ é › représente le son /e/.
- Espagnol : lorsque l'accent tonique d'un mot est situé sur cette lettre, ‹ é › représente le son /e/.
- Français : ‹ é › représente généralement le son /e/, parfois /ɛ/.
- Italien : lorsque l'accent tonique d'un mot est situé sur cette lettre, ‹ é › représente le son /e/.
- Occitan : ‹ é › représente le son /e/.
- Chinois écrit en hanyu pinyin : « é » est le ton haut montant de ‹ é › représentant le son /ɛ˧˥/.
- Portugais : ‹ é › représente le son /ɛ/.
- Tchèque : ‹ é › représente le son /ɛː/.
- Vietnamien : ‹ é › représente le ton haut montant de ‹ e ›.

### Autres langues
- En anglais, ‹ é › s'emploie pour quelques mots venus du français, par exemple café, fiancé(e).
- En allemand, ‹ é › s'emploie pour les mots « café » et « soufflé au fromage » (Käse-Soufflé) venant tous deux du français.
- En néerlandais, ‹ é › s'emploie pour accentuer ou distinguer certains mots. Par exemple: een un (article : een vrouw, une femme) et één un (chiffre, un seul één vrouw, une seule femme) ; heel, très, et héél, énormément)
- La marque « Pokémon » s'écrit avec ‹ é › dans toutes les langues employant l'alphabet latin.

## Représentations informatiques
Le E accent aigu peut être représenté avec les caractères Unicode suivants :
- précomposé (supplément Latin-1)[1] :

| formes    | représentations | chaînes de caractères | points de code | descriptions                          |
| --------- | --------------- | --------------------- | -------------- | ------------------------------------- |
| majuscule | É               | É                     | U+00C9         | lettre majuscule latine e accent aigu |
| minuscule | é               | é                     | U+00E9         | lettre minuscule latine e accent aigu |

- décomposé (latin de base, diacritiques) :

| formes    | représentations | chaînes de caractères | points de code | descriptions                                      |
| --------- | --------------- | --------------------- | -------------- | ------------------------------------------------- |
| majuscule | É               | E◌́                    | U+0045 U+0301  | lettre majuscule latine e diacritique accent aigu |
| minuscule | é               | e◌́                    | U+0065 U+0301  | lettre minuscule latine e diacritique accent aigu |

Il peut aussi être représenté avec des anciens codages :
- ISO/CEI 8859-1, 2, 3, 4, 9, 10, 13, 14, 15 et 16 :
  - majuscule É : C9
  - minuscule é : E9

Il peut aussi être représenté avec des entités HTML :
- majuscule É : &Eacute;
- minuscule é : &eacute;

## Saisie au clavier
Les dispositions de clavier standard PC belge, français et suisse ne possèdent pas de touche spécifique pour saisir la lettre ‹ É ›. Mais il est possible de le saisir à l’aide de séquences de touches utilisant une touche morte, même si elle existe sur clavier canadien.
Avec la disposition de clavier belge :
- Saisir la séquence Alt Gr + ù, Maj + e pour ‹ É › et appuyer sur la touche é pour la minuscule ‹ é ›.

Avec la disposition de clavier français, sous Windows :
- Saisir la séquence Alt + 144 ou Alt + 0201 ou Alt + 45456 ; il faut maintenir la touche Alt enfoncée le temps de composer 144, 0201 ou 45456 sur le pavé numérique. L'affichage ‹ É › n'apparait que lorsque la touche Alt est relâchée.

Avec la disposition de clavier suisse français :
- Saisir la séquence Alt Gr + ', Maj + e pour ‹ É › et appuyer sur la touche é pour la minuscule ‹ é ›.

Alternativement sur Microsoft Windows, les combinaisons de touche Alt peuvent aussi être utilisées :
- Lorsque la page de code Windows-1252 est utilisé (le défaut en français), maintenir la touche Alt + 0201 pour ‹ É › et Alt + 0233 pour ‹ é ›.
- Lorsque la page de code 850 est utilisée, saisir la séquence la séquence Alt + 144 pour ‹ É › et  Alt + 130 pour ‹ é ›.

Sur Linux, il est généralement possible de taper ‹ É › à l'aide de la touche ‹ é › et de la touche de verrouillage des majuscules. Il est aussi possible de taper ‹ É › avec la touche compose et la touche ‹ ' ›.